# Pasargadae-Schatz

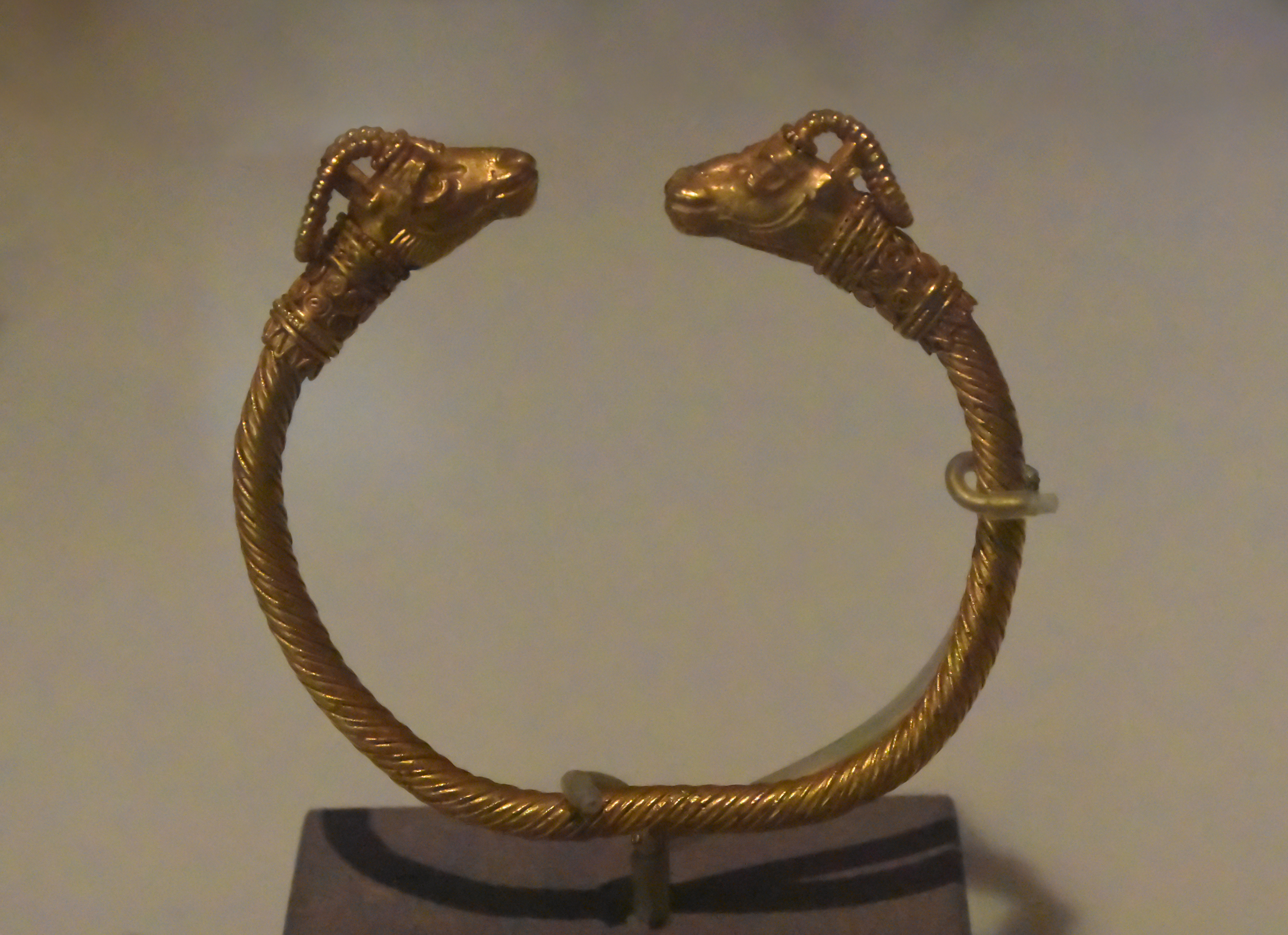
Armreifen

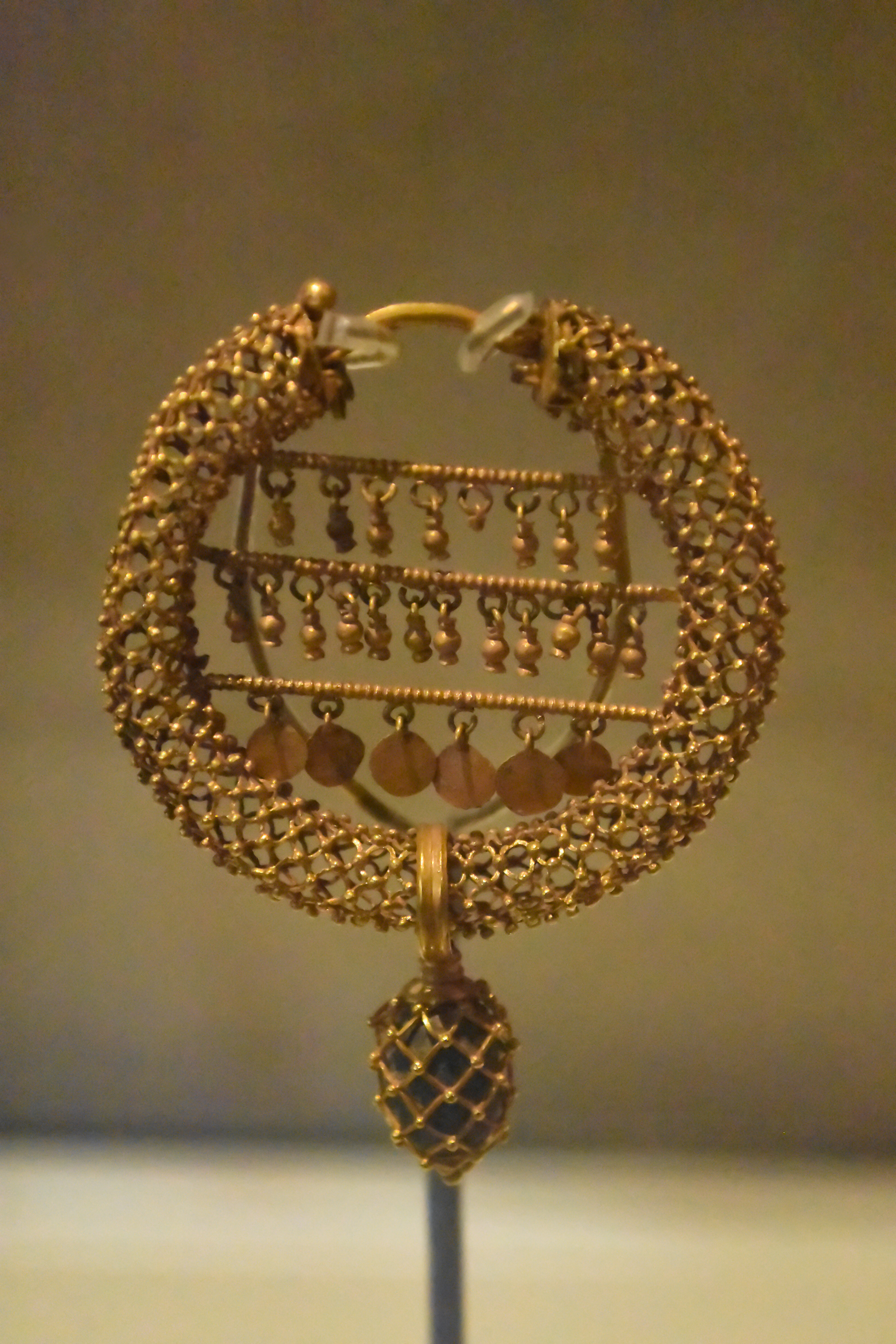
Ohrring

Der Pasargadae-Schatz fand sich bei britischen Ausgrabungen der Jahre 1961/1963 im Palastbereich der altpersischen Stadt  Pasargadae, nahe dem Bau, der als Pavilion B bezeichnet wird. Der achämenidische Schatz besteht aus 1162 Einzelobjekten, die sich in einem Tongefäß fanden. Der obere Teil des Gefäßes war wegen ackerbaulicher Tätigkeiten bereits zerstört, doch fand sich dessen Inhalt weitestgehend intakt. Bei den Fundobjekten handelt es sich zum großen Teil um Schmuckstücke, deren genaue Datierung jedoch schwierig ist.
Der Schatz enthält zwei goldene Armreifen jeweils mit Steinbockköpfen als Endstücken. Es gibt zwei goldene Ohrringe. Die Ohrringe bestehen aus einem goldenen Reifen, der mit einem Netzmuster dekoriert ist. Im Zentrum des Reifens befinden sich jeweils drei Golddrähte, an denen sich wiederum kleine granatapfelförmige Anhänger befinden. Vom unteren Draht hängen sechs Scheiben. Am Reifen des Ohrringes hängt ein ovaler Lapislazuli-Anhänger, der wiederum mit einem Netz aus Gold umfasst ist. Ein zweites Paar an Ohrringen besteht jeweils aus einer goldenen Scheibe, die wiederum mit Rosetten und kleineren Kreisen dekoriert ist. Ein drittes Paar aus Ohrringen ist rund, hatte jeweils drei dreieckige Anhänger (nur an einem Ohrring sind alle drei erhalten) und ist mit einem Spiralmuster dekoriert. Zum Schatz gehört ein 15 cm langer Silberlöffel, dessen Ende einen Enten- oder Schwanenkopf hat. Ein weiterer Löffel hat einen Griff in der Form eines Rinderbeines. Teile des Schatzes sind verschiedene Anhänger und Perlen (darunter 244 echte Perlen). Bemerkenswert sind 51 goldene Anhänger, die das Gesicht des ägyptischen Gottes Bes zeigen.
Die genaue Datierung der einzelnen Schmuckstücke ist unsicher, doch vermutet der Ausgräber David Stronach, dass sie zu unterschiedlichen Zeiten, von der Mitte des fünften bis zur Mitte des vierten Jahrhunderts v. Chr., gefertigt wurden. Stronach vermutet auch, dass der Schatz in den Wirren zu der Zeit, als Alexander der Große (331–330 v. Chr.) in die Region einfiel, vergraben wurde. Die Objekte befinden sich heute im Iranischen Nationalmuseum.